# 발열
발열(發熱, fever)은 질병이나 질환에 따른 증상의 하나로 정상 체온인 36.5~37.5 °C 이상으로 체온이 올라가는 것을 일컫는다. 신열(身熱), 장열(壯熱)이라고도 하며, 의학 용어로 파이렉시아(pyrexia)라고 불리기도 한다.
체온이 증가하는 동안에는 보통 한기를 느끼게 된다. 신열은 여러 가지 원인으로 발생하지만, 특별히 높지 않으면 열을 낮추는 치료는 종종 필요하지 않다. 온도를 낮추어 환자를 보다 편안하게 하기 위해 위해 해열제를 사용할 수 있다.
신열은 통제할 수 없는 열중증과는 구별된다.

## 개요
체온은 일반적으로 두뇌의 시색피질 및 시상하부의 체온 조절 중추에 의해 일정한 온도로 제어된다. 열중증과는 달리 감염 등에 의한 면역 체계의 활성화로 인해 생기는 발열에 관해서는, 최근의 연구에 의해 그 발병 메커니즘이 규명되고 있으며, 다음과 같은 모델이 제창되었다.
발열인자(pyrogen)가 뇌 혈관의 내피 세포에 작용하여 포스포리파제 A2 (PLA2), 시클로옥시나제-2 (COX-2), 프로스타글란딘E2 합성효소 (PGE2 synthase)의 효소군이 생성된다. 이 효소군의 작용에 의해 프로스타글란딘 E2가 생성된다. 아스피린, 이부프로펜 등의 비스테로이드성 해열 진통제의 대부분은 프로스타글란딘 합성 효소군 중 시클로옥시제나제의 작용을 억제함으로써 프로스타글란딘 E2를 만들지 않도록 하여 발열의 메커니즘을 억제한다. 내피세포 내에서 생성된 프로스타글란딘 E2는 뇌 조직 속으로 확산되어 시색피질이라는 체온 조절 중추에 있는 신경 세포의 표면에 EP3라는 수용체에 작용한다. 이를 통해 발열 (체온 상승)을 일으키는 뇌의 신경 회로가 활성화 된다.
평상 시의 자율적인 체온 조절에도 관련 있다고 생각되는 시상하부 내핵, 연수 내 담창봉선핵, 대봉선핵 및 척수 내 중간 외측 세포기둥 등의 뇌·척수 영역에 있는 신경세포가 발열 신호 전송에 관련이 있는 것으로 추측된다. 이 신경 회로를 통해 발열 신호는 최종적으로 말초의 체온 조절 기관으로 보내져 열을 만들고, 신체 표면으로부터의 열 발산 억제가 일어난다. 이 2개의 작용에 의해서 몸의 심부 온도를 상승시키는 것이다.
발열인자는 외인성 발열인자와 내인성 발열인자로 분류된다. 가장 주된 내인성 발열인자는 활성화된 면역 체계 세포에서 방출되는 인터루킨1(en:Interleukin 1 family)과 인터루킨6와 같은 사이토카인을 들 수 있다.
이와 같은 발열의 발생기전을 요약하자면, 먼저 인체에 감염이나 염증으로 생긴 독소, 염증 매개 물질, 면역 반응 등이 체온조절중추의 발열점을 상승시킨다. 이때 혈관운동중추에 의해 혈관이 수축해 열 손실을 줄이고 동시에 오한을 느끼게 돼 열 생산이 일어난다. 이로 인해 중심 체온이 상승한다.

## 종류
일반적으로 정상 체온은 36.5 °C 전후가 가장 많다. 임상적으로 발열은 37.5 °C 이상의 것을 가리킨다. 정상 체온에서 37.5 °C까지는 《미열》, 37.5 °C ~ 38.5 °C는 보통 《발열》이라고 하며, 38.5 °C 이상을 《고열》이라고 한다. 미열은 만성 염증성 질환, 대사 항진, 빈혈, 임신, 결핵, 감염성 심장 내막염에도 동반되기 때문에 미열이라고 해서 안심할 수 없다.

### 유형
- 지속적 발열(continuous fever)
- 간헐적 발열(remittent fever)
- 주기열(periodic fever)

## 증상
발열은 보통, 구토, 피로, 우울, 식욕부진, 졸음, 두통 등이 동반되며, 집중력이 저하된다.
1. 체온 조절 중추의 장해(뇌종양, 뇌출혈, 뇌농양, 뇌외상 등에 의해 체온 조절 중추가 침입되는 경우)
2. 체온 생성의 증대(갑상선 기능 항진증, 어떤 종류의 약제 예를 들면 디니트로페놀 등의 투여에 의해 신진 대사가 증대한 경우)
3. 체온 방산의 장해(선천성 심장 질환, 일사병, 열사병 등)
4. 조직 장해에 의한 발열(원인은 복잡해서 내인성, 외인성 발열 물질이 관계한다). 다음과 같은 것이 있다.
  1. 감염성 질환(세균, 바이러스, 리케차 등의 감염에 의해 일어나는 것으로, 급성, 만성 전염병은 거의 대부분 포함하고 있다.)
  2. 외상, 외과 수술 등에 의한 기계적 손상
  3. 종양(각 장기, 조직의 암, 육종, 림프 육종, 호지킨병 등)
  4. 혈액 질환(백혈병, 용혈성 빈혈 등)
  5. 혈관 장애(심근 장애, 뇌일혈 등)
  6. 항원병(류머티즘열 등)
  7. 급성 신진 대사성 질환(통풍 등)

이러한 원인 중에 임상적으로 가장 번번히 보여지는 것은 (4)이고, 그중에서도 가장 많은 것은 1)의 감염성 질환이다.
거의 대부분의 발열은 감염에 대한 신체의 면역반응 과정에서 발생한다. 소아환자의 발열의 주원인은 바이러스 감염이다. 대표적인 바이러스 감염 질병은 인후염, 장염, 후두염, 기관지염, 폐렴 등이다. 감염되면 신체의 내외부에서 발생하는 여러 물질들에 의해 뇌의 시상하부에서 열조절 기준점이 상승하고, 몸은 체온이 낮다고 인지하고 체온을 올린다.
하지만 시상하부 자체의 기능은 정상이다. 그래서 어느 정도 체온이 상승하면 다시 열조절 기준점이 정상으로 회복되기 때문에 체온이 41도를 넘어가는 경우는 거의 없다.
발열 자체가 뇌손상 같은 치명적인 결과를 일으킨다는 증거도 없다. 생후 6개월~5세 환아에서 발열이 있는 경우 2~5%에서 열성경련이 발생할 수 있지만, 열경련은 매우 예후가 좋고, 응급대처만 잘하면 치명적인 결과를 낳는 경우는 거의 없다.